# Naturschutzgebiet Feuchtgebiet Waidmannslust
Koordinaten: 53° 40′ 1,6″ N, 13° 17′ 1,8″ O
Das Naturschutzgebiet Waidmannslust ist ein 178 Hektar umfassendes Naturschutzgebiet in Mecklenburg-Vorpommern zwei Kilometer südöstlich von Altentreptow. Die Landesstraße 35 in Richtung Neddemin führt durch das Gebiet. Es umfasst einen Niedermoorkomplex am westlichen Zufluss des Kleinen Landgrabens im Mündungsbereich in die Tollense. 
Die Ausweisung erfolgte am 13. November 1996. Der Gebietszustand wird als befriedigend eingeschätzt, da der Wasserhaushalt der vermoorten Senken durch Entwässerungen gestört ist. Mehrere Wege führen durch das Gebiet. 

## Geschichte
Das Landgrabental ist als späteiszeitliche Abflussbahn entstanden. In den Flächen des heutigen Schutzgebietes bildete sich ein bis zu drei Meter mächtiges Durchströmungsmoor. In der Vergangenheit erfolgte auf den Flächen Torfabbau und die Nutzung als Wiese und Weide. Intensive Eingriffe wurden in den Jahren 1947 bis 1952 durch den Torfabbau sowie 1976 bis 1980 durch Grünlandumbruch in Teilbereichen durchgeführt.

## Pflanzen- und Tierwelt
Bemerkenswerte Pflanzenarten sind Tannenwedel, Kohldistel, Große Teichrose, Pfeilkraut, Ästiger Igelkolben, Krebsschere und Armleuchteralgen. Im Gebiet wurden 87 Vogelarten nachgewiesen, darunter Große Rohrdommel, Großer Brachvogel, Bekassine, Zwergtaucher, Trauerseeschwalbe und Blaukehlchen.  In den Flächen leben außerdem Rotbauchunke, Moorfrosch, Erdkröte, Ringelnatter, Marderhund, Fischotter und Biber.